# رشا فؤاد
رشا فؤاد ممثلة مصرية.

## عن حياتها
لها العديد من الأعمال التلفزيونية والسينمائية وفي مجال الدوبلاج

## من أعمالها

### المسلسلات
- العهد (الكلام المباح)
- دنيا جديدة
- مولانا العاشق
- ذات (بنت اسمها ذات)
- الإمام الغزالي
- فندق رايق
- الشوارع الخلفية
- مكتوب على الجبين
- أبواب الخوف
- بنات شقيه
- نعم مازلت آنسة

### الأفلام
- فاصل ونعود
- طاطا نام طاطا قام
- الساحر
- ست الستات

### المسرحيات
- رقصة سالومى الأخير
- مفيش حاجة تضحك

### السيت كوم
- دستور نعمات
- راجل وست ستات (ج6)
- حرمت يا بابا 2

## روابط خارجية
- رشا فؤاد على موقع الدهليز
- رشا فؤاد على موقع قاعدة بيانات الأفلام العربية